# Hemicrepidius niger
Espèce
Hemicrepidius niger est une espèce d'insectes coléoptères de la famille des élatéridés et  du genre Hemicrepidius. Elle était classée avant 1979 dans le genre Athous. Cette espèce se rencontre en Europe centrale et en Europe du Nord, jusqu'en Russie européenne (sauf dans les régions nordiques et méridionales) et dans le Caucase. Elle se rencontre aussi dans certaines zones forestières de Sibérie occidentale.
Cette espèce a été décrite en 1758 par Carl von Linné dans son Systema naturae sous le nom d'Elater niger.

## Description
Ce coléoptère mesure de 10 à 14 millimètres. Il est entièrement noir avec de faibles reflets métalliques. Ses antennes longues et fines possèdent onze articles. Ses élytres fortement chitineux recouvrent l'abdomen plat et de forme fuselée.
Cette espèce est très proche (et donc très difficile à distinguer) de Hemicrepidius hirtus.

## Écologie
Ses larves atteignent 25 millimètres de longueur.
Hemicrepidius niger est actif dans la journée. Il apparaît tôt au printemps et s'accouple en été. On le rencontre sur les fleurs dans les forêts de feuillus.

## Taxonomie
Synonymes
- Athous alpinus Redtenbacher
- Athous deflexus Thomson
- Athous pubescens Mannerheim
- Elater niger Linnaeus, 1758
- Pseudathous niger (Linnaeus) Méquignon, 1930